# Stora Sandöknen

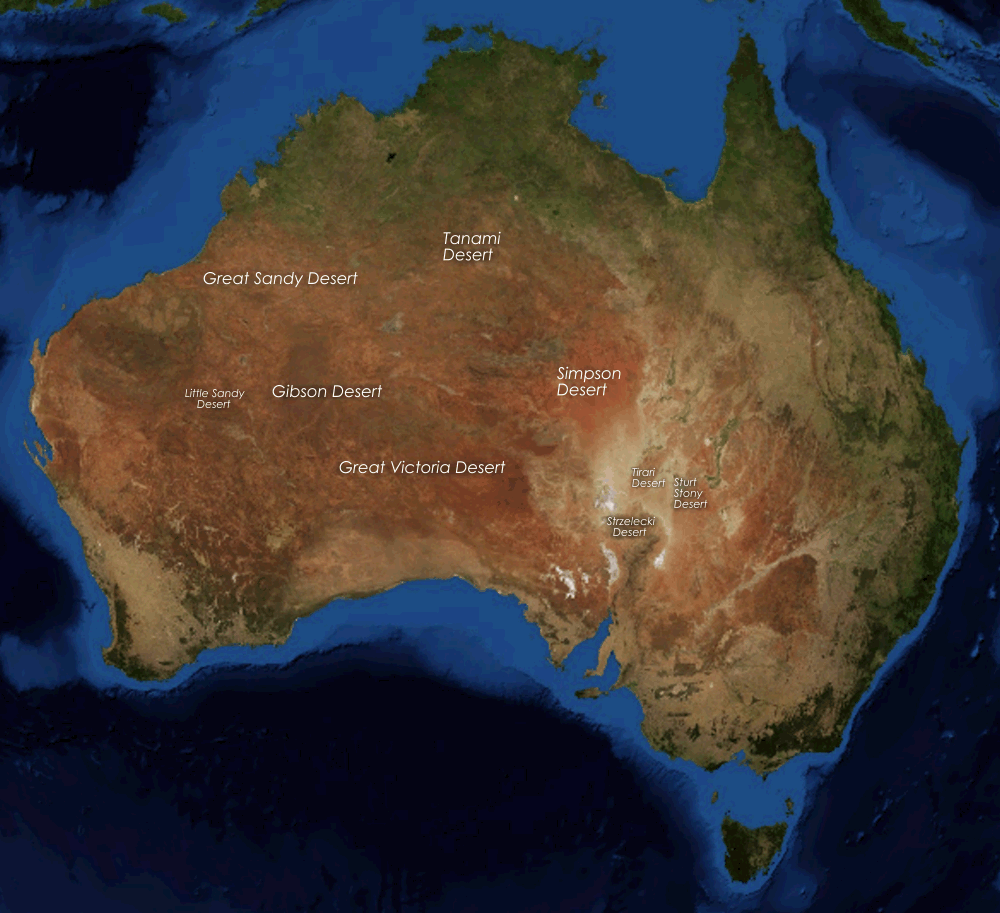
Stora Sandöknens läge i Australien.

Stora Sandöknen (engelska: Great Sandy Desert) är en öken som ligger i nordvästra Western Australia och sträcker sig över regionerna Pilbara och södra Kimberley. Den är den näst största öknen i Australien efter Stora Victoriaöknen och omfattar en yta på 284 993 kvadratkilometer. Söder om Stora Sandöknen ligger Gibsonöknen och öster om ligger Tanamiöknen.
Den första europé att korsa öknen var Peter Warburton. Han började resan från Alice Springs i Northern Territory i april 1873 och kom till Grey Station i januari 1874, utmärglad och blind på ena ögat. Att han överlevde resan tillskrev han sin infödda följeslagare Charley.